# Molino fortificado Torre Gausa
El molino fortificado Torre Gausa es un bien de interés cultural que se encuentra en el municipio español de Sagunto (Valencia).
Está inscrito como BIC con anotación ministerial R-I-51-0010923 de 11 de noviembre de 2002.

## Situación y descripción
El Molino de Gausa está en las afueras de la población, a los pies del castillo, junto a la barriada de Clot del Moro. A inicios del siglo XXI el conjunto se dedica a labores agrícolas, por lo que aunque presenta un aceptable estado de conservación está muy modificado. La torre, que estaría originalmente rematada con almenas, posee un techado a dos aguas, y en la misma destaca un matacán sobre la puerta principal, que es de medio punto, con el escudo de armas de Miguel de Múzquiz en su parte superior.
El conjunto se compone de una torre y dos naves. La torre presenta una planta baja y dos altas. De éstas, la baja y la segunda están cubiertas con bóveda de cañón, mientras que el primer piso está cubierto con revoltón y vigas de madera. El acceso a los pisos que ahora se hace por una escalera muy inclinada, probablemente se haría con una escalera de caracol. El basamento de la torre es de mampostería y muestra una profusión de sillares, especialmente a las esquinas, arcos y puertas. En la fachada de acceso se encuentra una ladronera o matacán perfectamente conservado.
La cubierta de las naves es también de bóveda de cañón. Tanto la entrada como el acceso interior a la segunda nave se abren por medio de arcos, el primero de medio punto y el segundo escarzano. Además en la segunda nave, donde se encuentran las dos muelas, tenía otro arco escarzano, que ha sido cegado. Al lado sur de la torre, sobre el gaznate o garguero de la acequia se encuentra una construcción más moderna con cubierta de tejas. El resto del conjunto se cubre con placas de piedra lisa y argamasa. A inicios del siglo XXI, la desviación de la acequia ha hecho accesible el gaznate del molino, por lo que ha sido usado por los propietarios como almacén. En el interior se puede observar el antiguo emplazamiento de las ruedas, con bóvedas de medio punto cubriendo el conjunto. El molino contaba con un lagar gigantesco, con forma de cono invertido y una anchura de 3 a 4 metros, que posteriormente se usó como corral y gallinero.